# وزن شعر

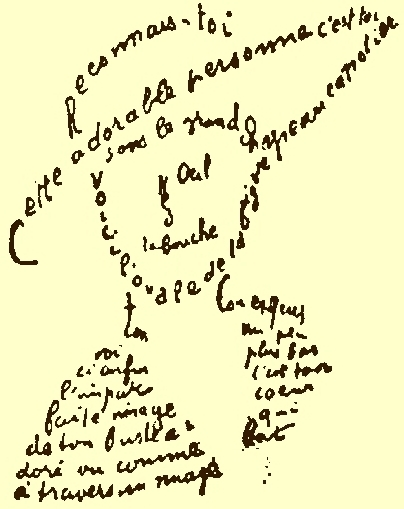
Calligram by Guillaume Apollinaire

وزن شعر (به انگلیسی: Metre)، تناسب و نظم در اصوات گفتار یا هجاهای هر مصراع است. اغلب حکما و ادبا وزن را از لوازم شعر دانسته و شعر را سخن مخیّل موزون می‌دانند، اما نزد مشهور منطقیان شعر صرف سخن خیال‌انگیز است.
امّا نگاه متأخّرتری به وزن شعر وجود دارد که البته از اقبال و پذیرفته شدگی کمتری برخوردار است. این نگاه تعریف وزن را گسترده‌تر می‌داند. طبق این نگاه، وزن جزء تزئینات شعری نیست، بلکه بخشی از ذات آن است. وزن یعنی سکون و تحرّک کلام، ایستادن در وسط هجاها و بعد حرکت کردن در وسط هجاها، ایستادن در وسط سطرها و بعد حرکت کردن در وسط سطرها. به این معنی که یک پاره وزنی فقط از حرکت کلمات به وجود نمی‌آید، بلکه از حرکت سکوت هم به وجود می‌آید. شعر تنها پدیدهٔ زبانی است که در آن سکوت‌های حدّ فاصل هم به اندازهٔ خود کلمات معنی دارند. هر قدر که سکوت‌های حدّ فاصل بین کلمات کمتر باشد، متن به طرف نظم می‌گراید و اگر بی‌وزن باشد به طرف نثر.
وزن، پس از عنصر عاطفه مهم‌ترین و مؤثرترین عامل در شعر است و انتقال بهتر عاطفه و احساس و غنی‌تر ساختن فضای شعر را موجب می‌شود.
وزن موضوعی است که در بسیاری از کتاب های جهان به آن اشاره شده است. در بعضی اشعار وزن های آنها با هم شبیه و یکسان است.

## انواع وزن شعر
صوت گفتار از خواص چهارگانه امتداد زمانی، ارتفاع یا زیر و بمی، زنگ یا طنین و شدت برخوردار است. بستگی به اینکه کدام یک از این خواص به جهت برجستگی در زبان اساس ایجاد نظم و هماهنگی بین هجاها قرار گیرد، وزن شعر انواع مختلفی از قرار زیر پیدا می‌کند (کمّی - ضربی - آهنگی - عددی):

### وزن کمّی
وزن کمّی (Quantitative): بر اساس نظم امتداد زمانی هجاها. همان وزن عروضی است که مبتنی بر نظم هجاهای بلند و کوتاه در مصراع‌های یک شعر است. در زبان‌های فارسی، عربی، سانسکریت، یونان باستان و لاتین.

از جمله در زبان فارسی و عربی هجاهای واژه‌ها از نظر امتداد زمانی، یعنی زمانی که برای ادا کردنشان صرف می‌شود، تفاوت محسوسی دارند و به هجاهای کوتاه و بلند تقسیم می‌شوند. زمانی که صرف ادای یک هجای کوتاه می‌شود تقریباً نصف زمانی ست که صرف ادای هجای بلند می‌شود؛ وزن شعر کّمی یا امتدادی است که به آن وزن عروضی نیز می‌گویند.

### وزن ضربی
وزن ضربی یا تکیه‌ای (Accentual): بر اساس نظم شدّت یا تکیه هجاها (یکسانی هجاهای تکیه‌دار). در این وزن تعداد هجاهای مصراع‌ها ممکن است تغییر کند. وزن تکیه‌ای خاص زبان‌هایی است که در آنها هجای تکیه‌دار اصل است و هجاهای دیگر سریع تلفظ می‌شوند. در زبان‌های انگلیسی قدیم و آلمانی.

در زبانهای انگلیسی و آلمانی که هر واژه دارای یک هجا با تکیه شدید است و هنگام ادای هر واژه بر روی یک هجا تکیه و آن هجا با شدت بیشتری ادا می‌شود که نسبت به دیگر هجاهای آن واژه برجستگی نمایانی دارد، وزن شعر صرفاً ضربی و مبتنی بر نظم هجاهای شدید و خفیف است.
| تن عیشم به غم نحیف گشت |  | گل بختم به خار نهفته گشت |

در بیت فارسیِ برساختهٔ بالا وزن ضربی (تکیه‌ای) وجود دارد اما فارسی‌زبانان وزن آن را در نمی‌یابند. (این بیت وزن عروضی ندارد)

### وزن آهنگی
وزن آهنگی یا نواختی (Tonic): بر اساس نظم ارتفاع یا زیر و بمی هجاها. خاص زبان‌هایی است که در آنها زیروبمی در کلمات تک‌هجایی باعث تغییر معنی می‌شود. شعر در این زبان‌ها از کنارِ هم قرار دادن هدفمندِ هجاها با زیر و بمی‌های به خصوص برای آفریدنِ آهنگِ به خصوص به وجود می‌آید. در زبان‌های چینی و ویتنامی.

در زبانهایی مانند زبان چینی که واژه‌ها تک هجایی اند و هر واژه زیر و بمی هجایی ویژه و محسوسی دارد که بر مبنای آن بر معنی معینی دلالت می‌کند، و هجایی واحد با زیر و بمی‌های متفاوت معناهای متفاوتی تولید می‌کند، وزن شعر بر مبنای نظم در زیر و بمی اصوات و هجاها، یعنی وزن آهنگی است.

### وزن عددی
وزن عددی یا هجایی (Numerical): بر اساس برابری تعداد هجاها. این وزن مخصوص زبان‌هایی است که مصوت‌ها و هجاهای آن دارای کشش معینی است. در زبان‌های فرانسوی، ایتالیایی، اسپانیایی و ژاپنی.

شعر زیر از شاعر نوآور ایرانی ابوالقاسم لاهوتی تلاشی است برای ایجاد شعر با وزن هجایی (ده‌هجایی):
| در یک قلعهٔ خالی، نیم ویران     |  | چندی حصاری بودند دلیران  |
| آفتاب زمین را چون دیگ می‌جوشاند |  | بخار زمینِ آن را می‌پوشاند |

در وزن کمّی شعر سنتی مانند فارسی، وزن عددی (تساوی هجاها) نیز لحاظ می‌شود. شعر انگلیسی امروز، نیز از وزن ترکیبی عددی-ضربی برخوردار است. دو وزن ضربی و آهنگی که بر اساس نحوهٔ تلفظ یعنی کیفیت ادای هجاهاست را وزن کیفی (Qualitative) نیز می‌نامند.
این وزنها تابع ویژگیهای فیزیکی و عینی گویش در هر زبان هستند و هر زبان بنا به مشخصات ذاتی و سرشتی اش دارای وزن شعری یکتا، ویژه و تغییرناپذیری است.
در زبانهایی که تفاوت امتداد زمانی هجاهای آن مشخص و برجسته باشد، یعنی بتوان هجاها را بر اساس طول زمانی ادای‌شان به هجاهای کوتاه و بلند تقسیم‌بندی کرد -از جمله زبانی فارسی- وزن کّمی است و نمی‌توان وزن کیفی (ضربی و آهنگی) را به کار برد. برعکس، در زبانهایی که مشخصه‌های کیفی برجسته بوده و تفاوت امتداد هجاهای آن مشخص و محسوس نباشد وزن کّمی نمی‌تواند وجود داشته باشد.

## وزن شعر فارسی
زبان فارسی اساساً دارای دو گونه وزن شعری متفاوت است: یکی وزن کمی یا عروضی اشعار ادبیات فارسی که مبتنی بر نظم هجاهای بلند و کوتاه در مصراع‌ها است که در شعر سنتی با وزن عددی (هجایی) نیز توأم است که کاربرد غالب دارد و دیگری وزن هجایی یا تکیه‌ای-هجاییِ اشعار عامیانه فارسی که بر مبنای تعداد هجاها و هجاهای تکیه‌بر و بی‌تکیه است.